# Tărâm sacru (Star Trek: Voyager)
„Tărâm sacru” (titlu original: „Sacred Ground”) este al 7-lea episod din al treilea sezon al serialului TV american științifico-fantastic Star Trek: Voyager și al 49-lea în total. A avut premiera la 30 octombrie 1996 pe canalul UPN.
Acest episod este menționat ca unul care a fost regizat de un actor principal al serialului, Robert Duncan McNeill, care interpretează rolul pilotului Tom Paris.

## Prezentare
După ce Kes e rănită și ajunge în comă după ce a avut contact cu un câmp energetic din jurul unei stânci - tărâmul sacru al planetei, Janeway începe o căutare spirituală pentru a-i salva viața.

## Actori ocazionali
- Becky Ann Baker - Ghid
- Estelle Harris - Bătrână
- Parley Baer - Bătrân #1
- Keene Curtis - Bătrân #2
- Harry Groener - Magistrat